# Краматорский завод тяжёлого станкостроения
Краматорский завод тяжёлого станкостроения (укр. Краматорський завод важкого верстатобудування) — машиностроительный завод в городе Краматорск, основанный в 1937 году.
Завод выпускает тяжёлые станки токарной и фрезерной группы (токарные, лоботокарные, вальцетокарные, вальце-калибровочные, бесцентрово-токарные, колёсофрезерные, осетокарные, осенакатные, трубоподрезные, резьбонарезные, расточные). Выпускаемые заводом станки поставляются во многие страны мира.
Выпускаемые заводом колёсотокарные станки, предназначенные для обточки колёсных пар подвижного состава, используются локомотивными и вагонными депо.
Завод располагает собственным металлургическим производством (литьё чугунных, бронзовых, силуминовых отливок, заливка вкладыше баббитом), сварочным производством, механообрабатывающим производством.

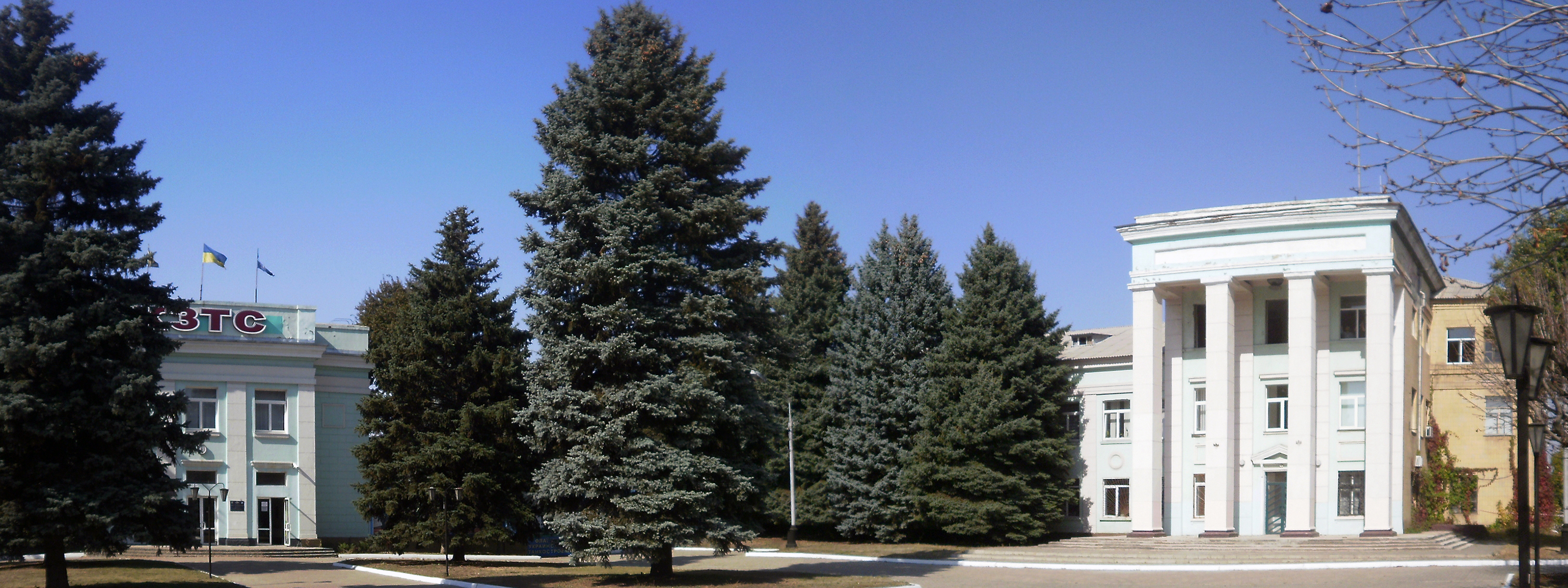
проходная и инженерный корпус КЗТС (1937—1941 гг., архитекторы Федотов и Преображенский)

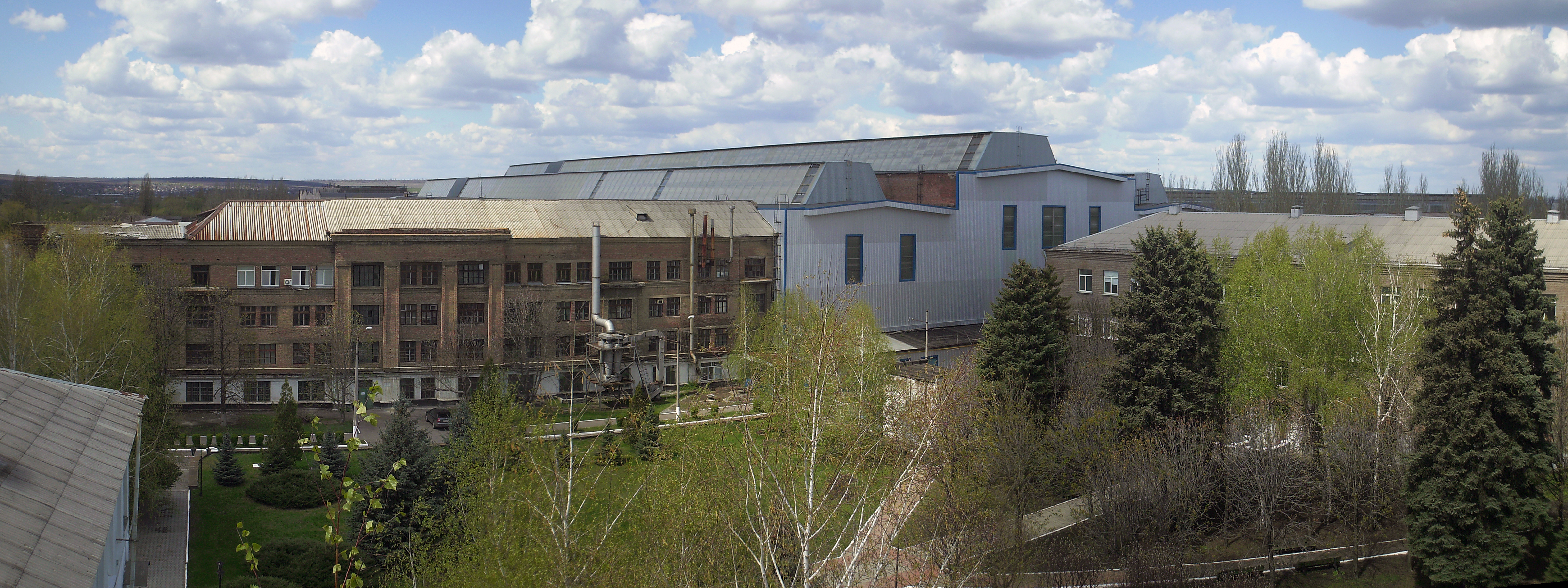
двор и главный корпус

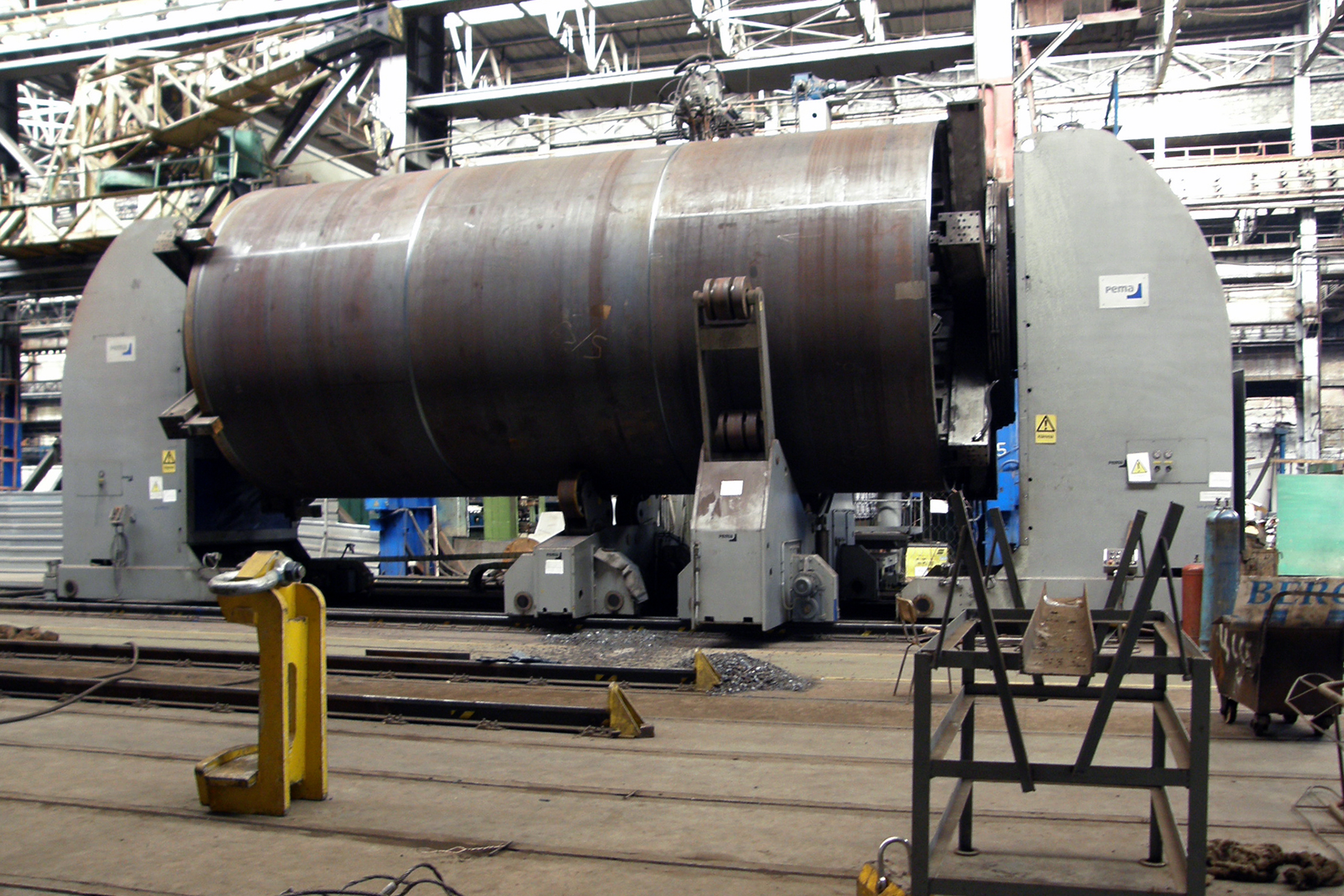
сборка секции башни ветряной энергетической установки на сварочном автомате

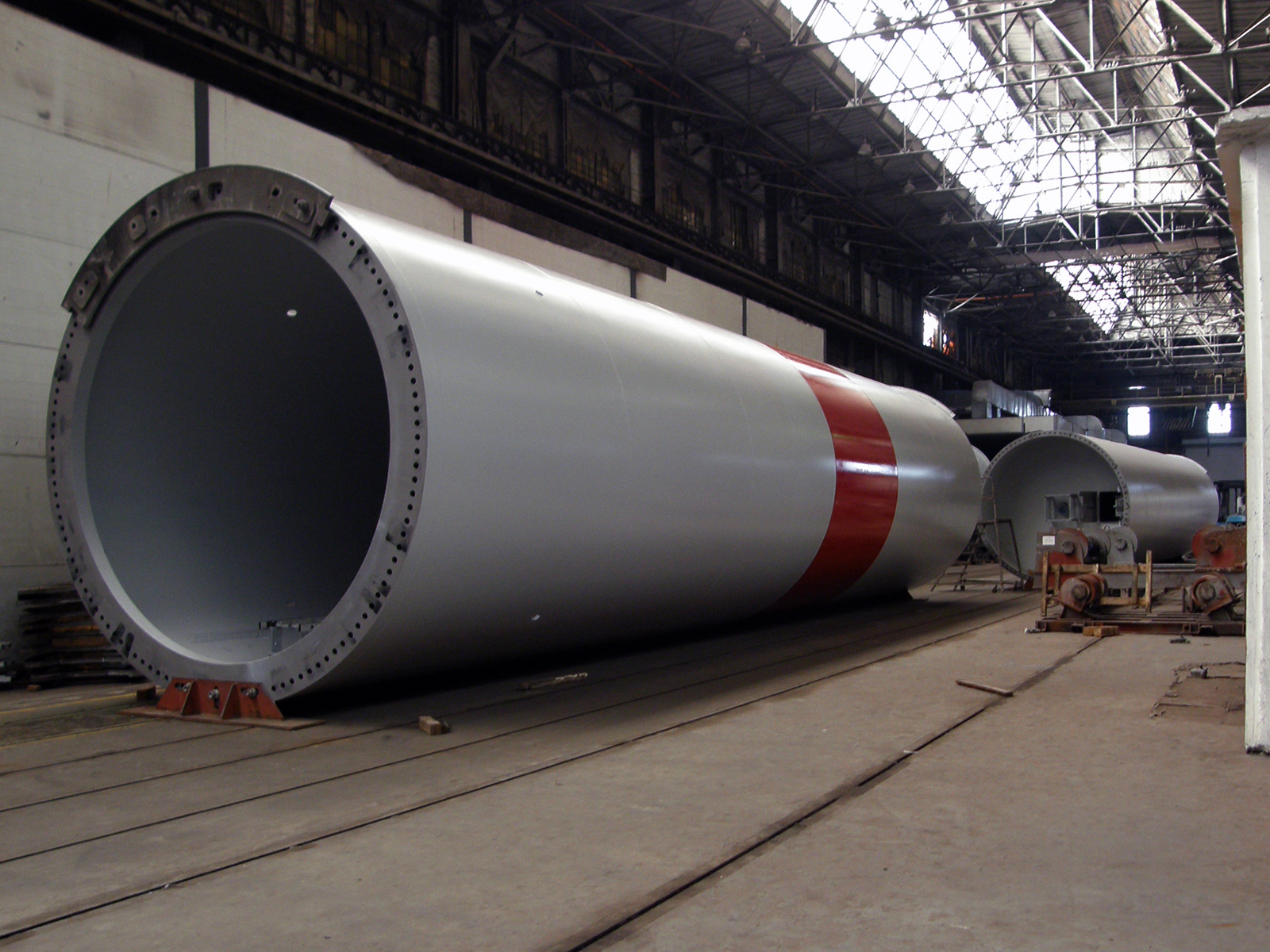
секция башни ветряной энергетической установки

Памятник погибшим во Второй Мировой войне работникам КЗТС (1970)

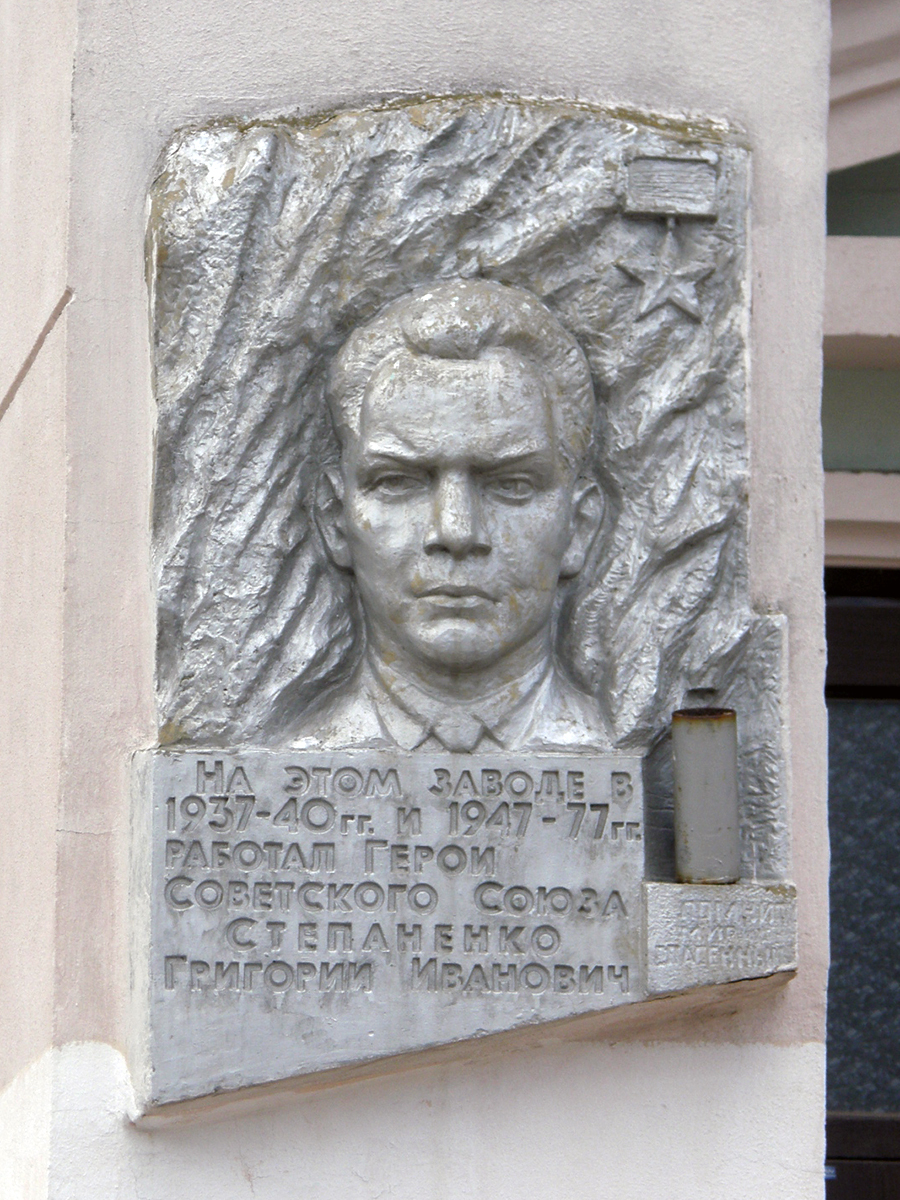
Мемориальная доска Героя Советского Союза Григория Степаненко, работавшего на КЗТС

## История
Краматорский станкостроительный завод начали строить 1 мая 1937 года.
В 1939 вступили в строй модельный, инструментальный, механические № 1, № 5 цехи и гараж.
7 ноября 1940 года завод выпустил свою первую продукцию — два вальцетокарных станка.
24 февраля 1941 года завод был сдан в эксплуатацию. Был изготовлен опытный образец глубокорасточного станка модели 2940А. В начале войны с предприятия были призваны и ушли добровольцами на фронт 800 человек.
К 20 октября 1941 года завод был эвакуирован в город Новосибирск.
В начале 1944 года началось восстановление предприятия.
В 1945 году был выпущен первый послевоенный станок.
В 1947—1950-х годах завод освоил производство слиткоразрезных станков модели 1865.
В 1951 построен новолитейный цех.
В 1952 году группа конструкторов завода за освоение производства вальцетокарных и вальцешлифовальных станков была удостоена Государственной премии СССР.
В 1954 году была завершена сборка уникального глубокорасточного станка модели 2959 для расточки отверстий диаметром до 1300 мм и длиной до 30 м. Длина станка составила 95 метров.
В 1957 построен кузнечно-прессовый цех.
30 июля 1966 года завод был награждён Орденом Трудового Красного знамени за досрочное выполнение заданий семилетки по выпуску тяжелых и уникальных станков.
Летом 1967 года по просьбе трудового коллектива заводу было присвоено имя В. Я. Чубаря. 29 апреля 1970 года в сквере перед заводом был установлен его бюст (демонтирован в 2014 году).
В 1970 году завод изготовил 235 тяжёлых станков, включая 99 станков новых моделей. Тяжёлый токарный станок модели 1А685.01Ф2 был первым станком с числовым программным управлением, выпущенным заводом.
В 1971 — 1980 годы завод переживает расцвет производительности. Выпускается по 200—210 станков ежегодно.
В 1971 году на Уралмашзаводе была смонтирована не имеющая аналогов в мире автоматическая линия для обработки осей колёсных пар вагонов.
В 1971 году группе конструкторов завода была присвоена Государственная премия СССР за создание тяжелых станков новых типов (модели 1А660, 1А665, 1А670, 1А675, 1А680).
В 1972 году установлен рекорд завода — выпущено 287 станков.
В 1975 году открыт заводской спортивный комплекс «Старт» (ныне не используется).
В 1976 году открыта база отдыха «Волна» на берегу Чёрного моря в Херсонской области.
В 1978 году построены обрубной цех и цех металлоконструкций.
В 1992 году заводом было начато производство пилорам.
В мае 1995 года Кабинет министров Украины утвердил решение о приватизации завода, после чего в июле 1995 года государственное предприятие было преобразовано в открытое акционерное общество. Последние акции, принадлежавшие государству, были проданы в 2003 году.
В августе 1997 года завод был включён в перечень предприятий, имеющих стратегическое значение для экономики и безопасности Украины.
11 октября 2010 года после масштабной реконструкции (вложено 21 млн евро) на площадях завода было открыто ООО «Фурлендер Виндтехнолоджи» по производству ветроэнергетических установок. При этом производство башен и рам гондол ветряков организовано непосредственно на КЗТС.
10 июня 2014 года механообрабатывающий цех завода пострадал от обстрела.
С августа 2017 года в части инженерного корпуса размещается Донецкая областная военно-гражданская администрация.

## Показатели

### Численность сотрудников
| 1940 | 1944 | 1990 | 2000 | 2005 | 2008 | 2010 | 2013 | 2015 |
| ---- | ---- | ---- | ---- | ---- | ---- | ---- | ---- | ---- |
| 1600 | 527  | 6500 | 2000 | 2686 | 1741 | 866  | 884  | 473  |

### Годовой выпуск станков[1][8][9]
| 1940 | 1948 | 1951 | 1952 | 1953 | 1954 | 1955 | 1958 | 1970 | 1972 | 1979 | 1980 | 1981 | 1991 | 1993 | 1994 | 1995 | 1996 | 1997 | 1998 | 1999 | 2000 | 2003 | 2005 | 2008 | 2013 | 2015 |
| ---- | ---- | ---- | ---- | ---- | ---- | ---- | ---- | ---- | ---- | ---- | ---- | ---- | ---- | ---- | ---- | ---- | ---- | ---- | ---- | ---- | ---- | ---- | ---- | ---- | ---- | ---- |
| 2    | 104  | 31   | 55   | 72   | 82   | 89   | 179  | 235  | 287  | 200  | 172  | 178  | 104  | 150  | 63   | 97   | 49   | 65   | 56   | 24   | 22   | 75   | 52   | 25   | 9    | 15   |